# Якуб Блашчиковски
Я̀куб Блашчико̀вски (на полски: Jakub Błaszczykowski; роден на 14 декември 1985 г. в Трусколяси) е полски футболист, който от 2016 г. играе за германския Волфсбург. Той е още познат като Куба, каквото пише и на фланелката му. Преди това е играл във Фиорентина, Борусия Дортмунд, Висла Краков и ФК Ченстохова. Най-известен и успешен е престоят му при черно-жълтите, изигравайки за Дортмунд 197 мача в осем сезона и спечелвайки пет отличия с тях, включително дубъл. От 2006 г. играе и за Полша, като със своите над 80 мача е един от играчите с най-много мачове с националната фланелка. По време на Евро 2012, на което Полша е съдомакин, е и капитан на „белите орли“.

## Отличия

### Клубни
Висла Краков
- Екстракласа: 2004/05

 Борусия Дортмунд
- Първа Бундеслига: 2010/11, 2011/12
- Купа на Германия: 2011/12
- Суперкупа на Германия: 2013, 2014
- Финалист в Шампионска лига: 2012/13

### Индивидуални
- Най-добър полузащитник в Екстракласа – 2006
- Най-добрите XI в Екстракласа – 2006/07
- Полски футболист на годината – 2008, 2010
- Полски футболист на годината от Полската футболна асоциация – 2010
- Най-добър играч на националния отбор по футбол на Полша – 2010
- Фуболист на годината от читателите на списание „Спорт“ – 2008, 2010[2]
- Най-добър играч на Борусия Дортмунд – 2008[3]